# یواس‌اس سم هیوستون (اس‌اس‌بی‌ان-۶۰۹)
یواس‌اس سم هیوستون (اس‌اس‌بی‌ان-۶۰۹) (به انگلیسی: USS Sam Houston (SSBN-609)) یک زیردریایی بود که طول آن ۴۱۰ فوت ۴ اینچ (۱۲۵٫۰۷ متر) بود. این زیردریایی در سال ۱۹۶۱ ساخته شد.